# Jacques Collart
Jacques A. Collart, né le 15 décembre 1938 à Châtelet et mort le 26 octobre 2018, est un homme politique belge wallon, membre du PS.
Il fut chef de travaux dans un centre PMS de formation; candidat en sciences sociales.

## Carrière politique
- Échevin de Châtelet.
- Député belge du 8 novembre 1981 au 12 avril 1995.
  - conseiller régional wallon
  - membre du Conseil Interparlementaire Consultatif de Benelux.

## Distinctions
- Chevalier de l'Ordre de Léopold.